# Francis Amuzu
Francis Amuzu (sinh 23 tháng 8 năm 1999) là một cầu thủ bóng đá Bỉ thi đấu ở vị trí tiền đạo cho câu lạc bộ R.S.C. Anderlecht ở Belgian First Division A.

## Sự nghiệp chuyên nghiệp
Sinh ra ở Ghana, Amuzu chuyển đến Bỉ lúc còn nhỏ và đã phát triển thành cầu thủ bóng đá ở đó. Anh ký hợp đồng chuyên nghiệp đầu tiên ngày 23 tháng 8 năm 2015 cùng với R.S.C. Anderlecht với thời hạn 3 năm. Anh ra mắt chuyên nghiệp cho Anderlecht trong chiến thắng 1-0 tại Belgian First Division A trước K.A.S. Eupen ngày 22 tháng 12 năm 2017, ghi bàn thắng quyết định trong ngày ra mắt.